# Autobahn 16 (Belgien)
Die belgische Autobahn 16, französisch Autoroute 16, niederländisch Autosnelweg 16 genannt, verläuft in Nord-Süd-Richtung auf einer Länge von 34 Kilometern durch Belgien. Sie beginnt am Échangeur d'Hautrage an der Autobahn A7 westlich von Mons und führt bis zum Échangeur de Tournai an der Autobahn A8 im Nordosten von Tournai. Auf der gesamten Strecke wird die A16 gleichzeitig als Europastraße 42 geführt. Sie ist eine wichtige europäische Verbindung zwischen Belgien, Deutschland, Frankreich und dem Vereinigten Königreich. 

## Galerie

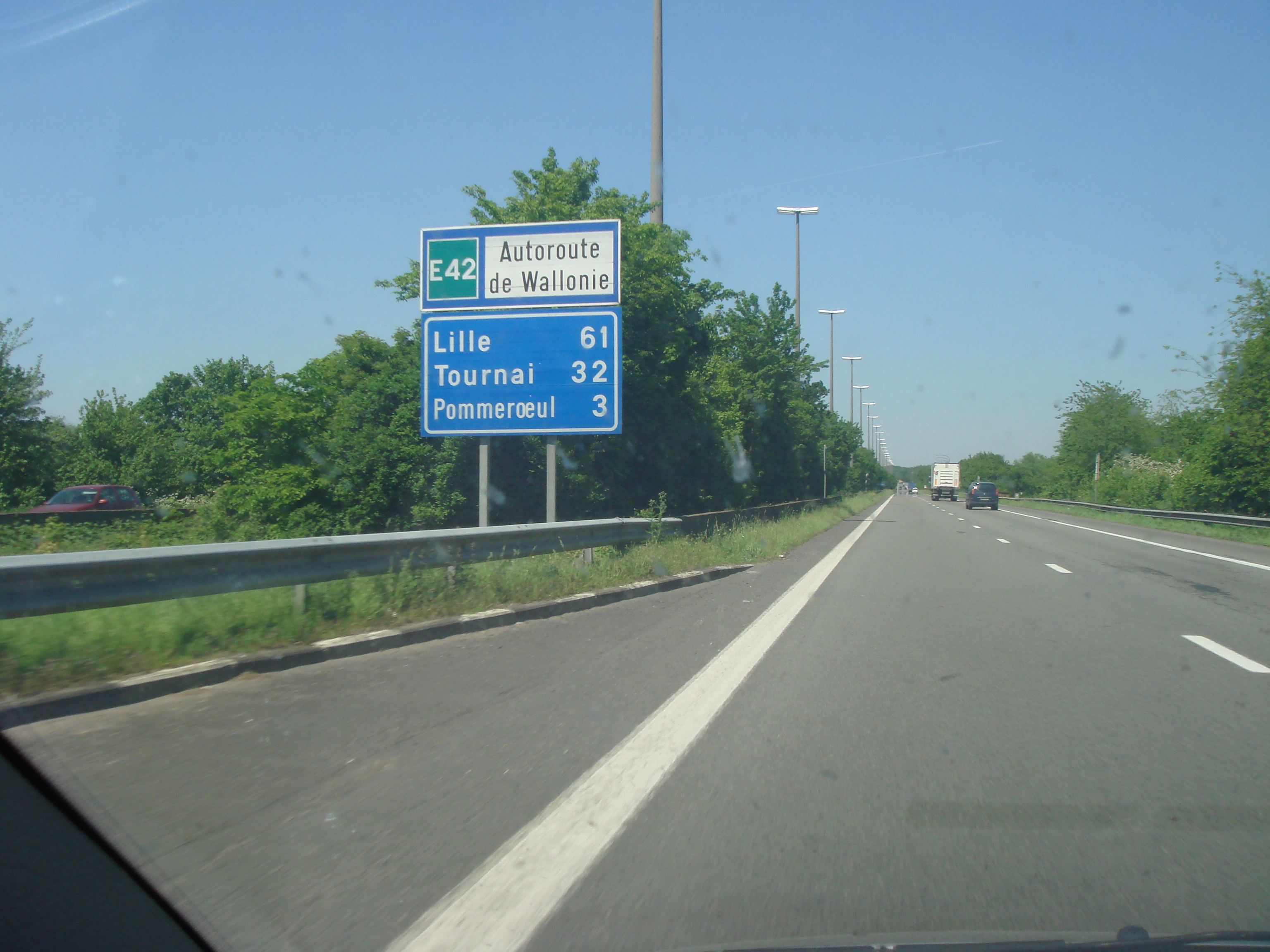
Die A16 vor der Ausfahrt Pommerœul, in Richtung Tournai
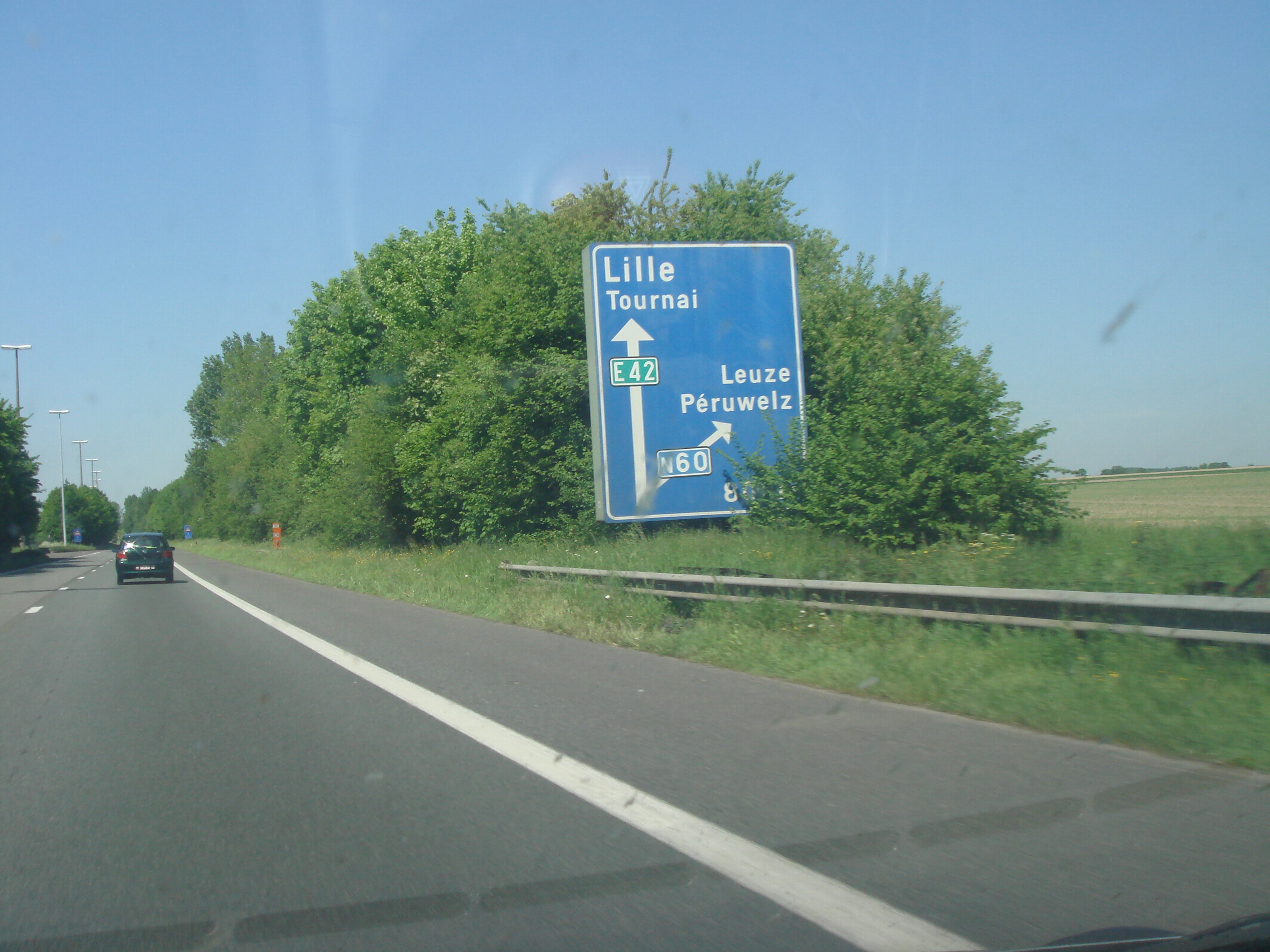
Die A16 in Höhe Péruwelz, in Richtung Tournai
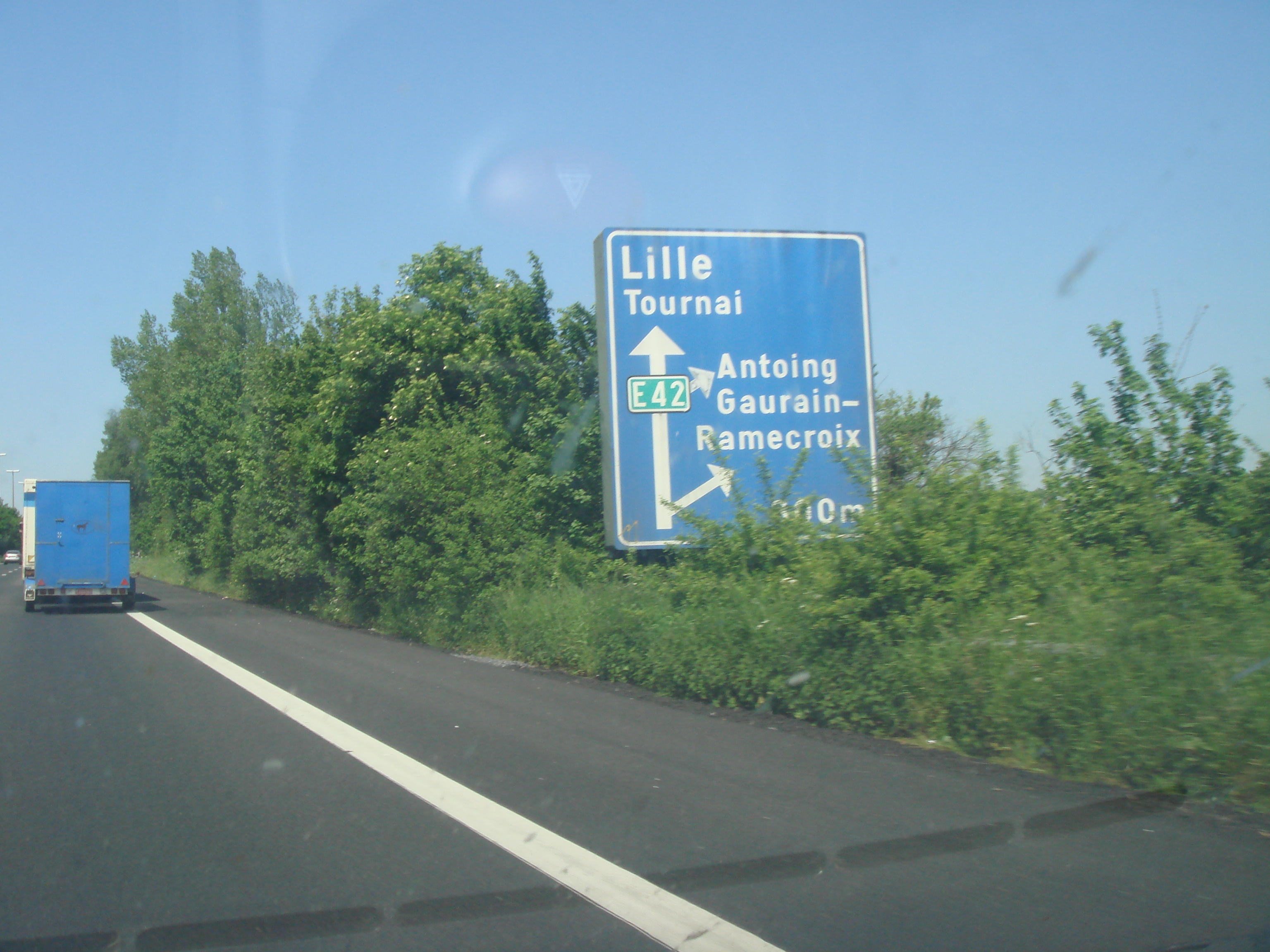
Die A16 in Höhe Antoing, in Richtung Tournai
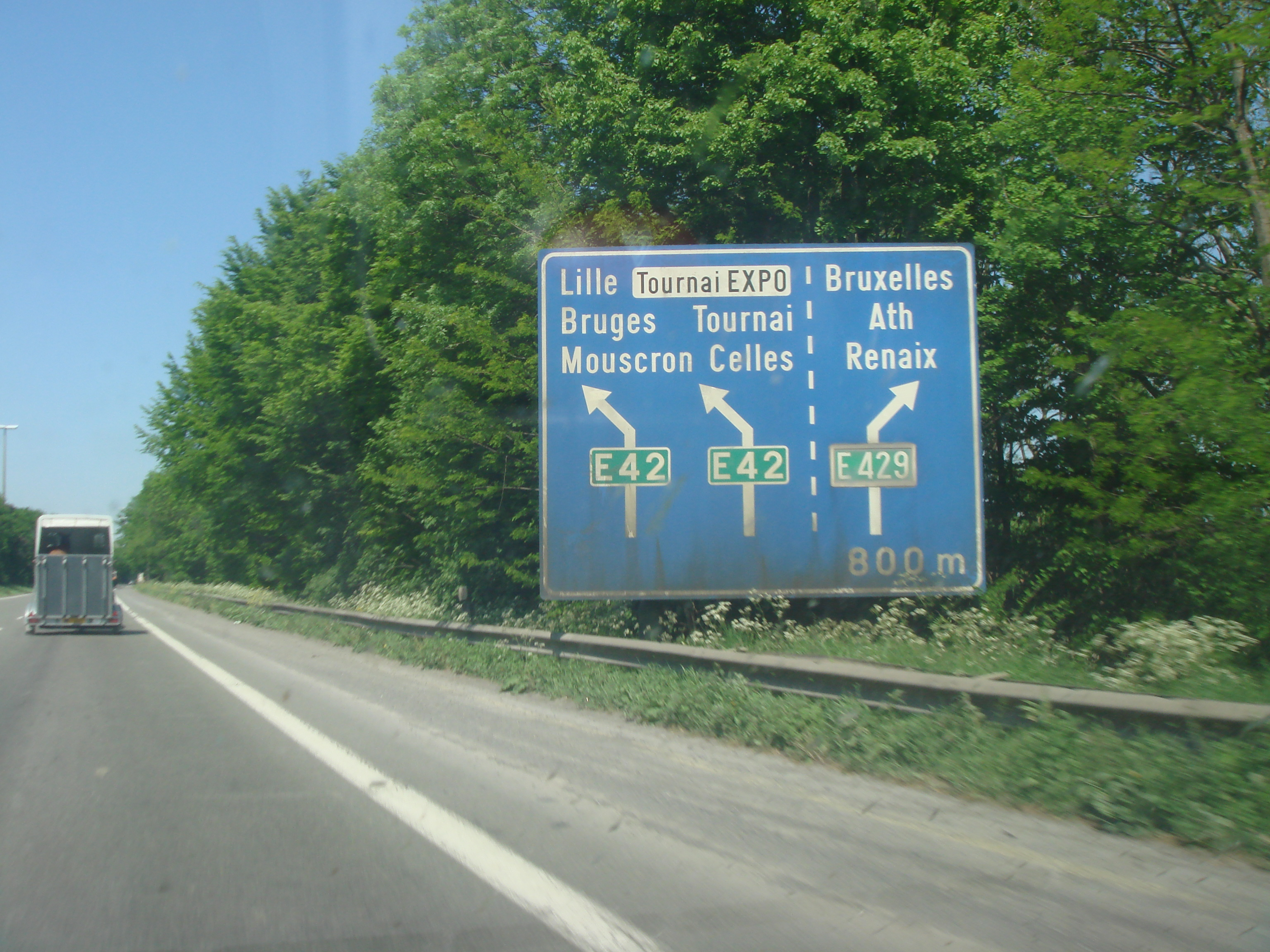
Die A16 beim Échangeur de Tournai an der A8